# Gniezno Wąskotorowe
Gniezno Wąskotorowe – stacja kolei wąskotorowej(Gnieźnieńska Kolej Wąskotorowa) w Gnieźnie, w województwie wielkopolskim, w Polsce. Oddana do użytku w 1884 roku.